# Anadara broughtonii

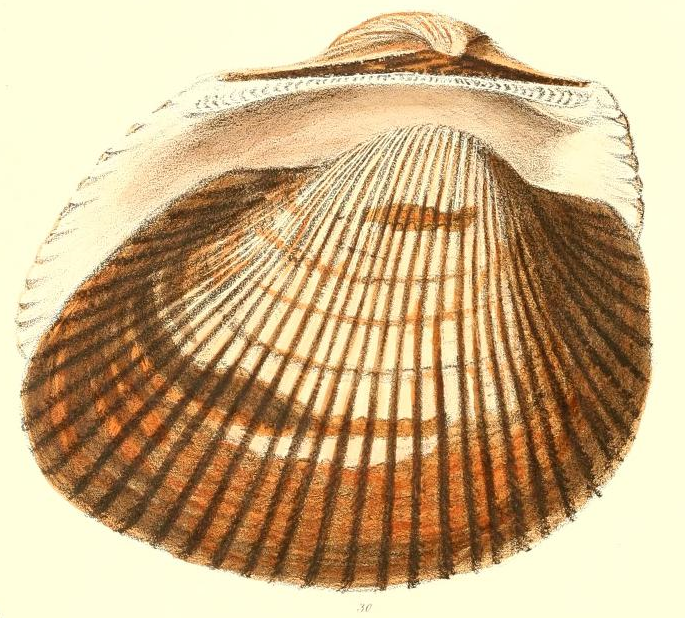
Anadara broughtonii (= Arca inflata Reeve, 1844 (non Arca inflata Brocchi, 1814))

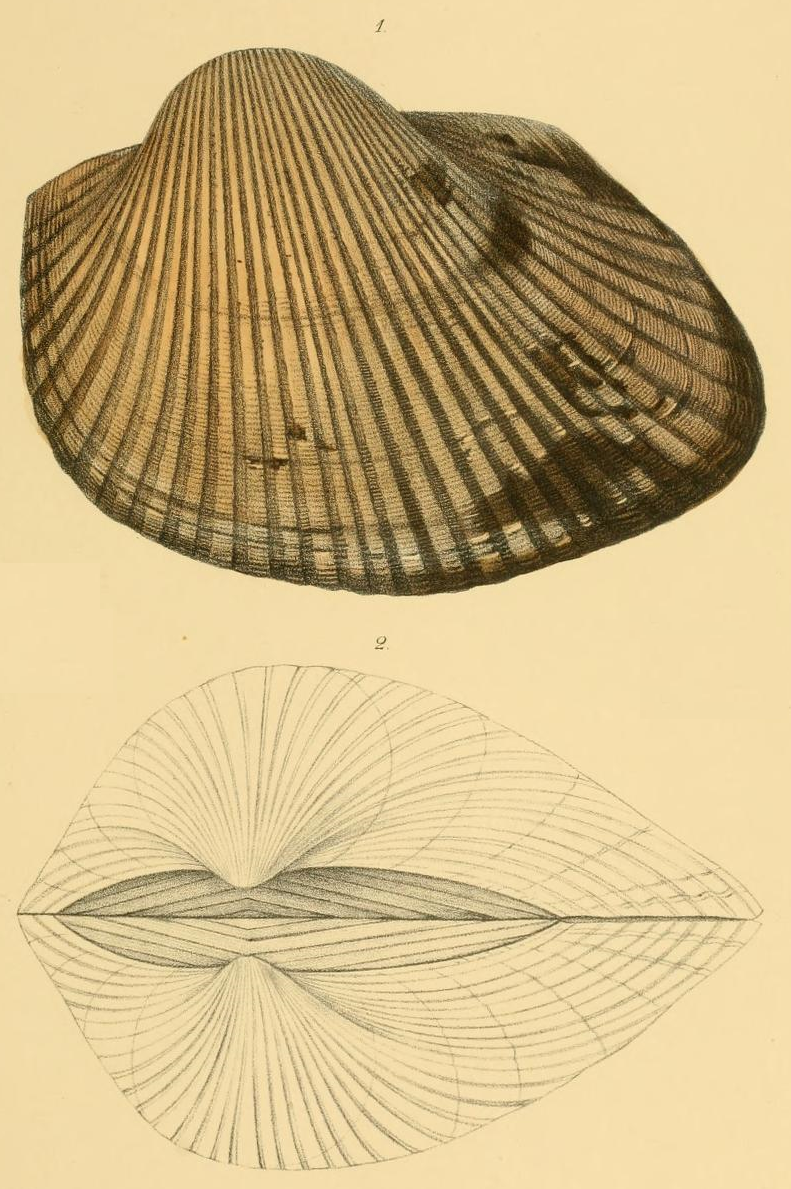
Anadara broughtonii (Schrenck, 1867), aus Kobelt (1891: Taf. 10, Fig.1,2)

Anadara broughtonii ist eine Muschel-Art aus der Familie der Archenmuscheln (Arcidae) in der Ordnung der Arcida. Sie kommt im Nordwestpazifik und eingeschleppt im östlichen Mittelmeer vor. Sie gilt als eine der größten Arten der Gattung Anadara Gray, 1847.

## Merkmale
Das gleichklappige Gehäuse hat eine Länge bis 13,6 cm bei einer Höhe von 11,4 cm und einer Dicke von 10,8 cm (bis 15 cm Länge). Es ist deutlich ungleichseitig, die Wirbel sitzen in der vorderen Hälfte des Gehäuses.
Der Doralrand ist gerade und bildet mit dem Vorderrand einen fast rechteckigen bis leicht stumpfen Winkel. Der Vorderrand wirkt etwas abgestutzt bis sehr flach gebogen. Der Winkel des Dorsalrandes mit dem Hinterrand ist flachwinklig. Der Hinterrand fällt dann zunächst gerade ab bis zum eng gerundeten Übergang zum Ventralrand. Der Ventralrand ist weit gerundet. Die Wirbel sind breit und noch vorne eingerollt. Sie stehen relativ weit auseinander.
Die Schlossplatte besitzt einen geraden oberen Rand und einen mäßig konkaven unteren Rand. Die Schlossplatte ist dadurch in der Mitte recht schmal. Das taxodonte Schloss besteht aus zahlreichen senkrecht stehenden Zähnchen, die nach außen hin zunächst höher werden und leicht nach außen divergieren. Die äußersten Zähnchen sind oft winklig.
Die Schale ist zur Größe vergleichsweise dünn. Sie ist schmutzigweiß mit einer hell braungelben bis bräunlichen Tönung, gelegentlich auch dunkelbraun. Innen ist die Schale weißlich mit einer hell gelbbraunen Tönung; zwischen Mantellinie und Gehäuserand rein weiß.
Es sind 42 bis 43 radialstrahlige, oben abgeflachte Rippen vorhanden. Die Rippen sind etwas breiter als die Abstände und Vertiefungen zwischen den Rippen. Sie kreuzen sich mit Anwachslinien, die in den Kreuzungspunkten mit den Rippen kleine, nur wenig tiefe Einkerbungen verursachen oder seltener in den Kreuzungspunkten etwas gekörnelt sind. In den juvenilen Anteilen des Gehäuses sind die Anwachslinien nur in den Rippenzwischenräumen zu sehen, in den Randbereichen auch auf den Rippen. Das Periostracum ist dunkelbraun bis schwarzbraun und blättert leicht ab. Es ist meist nur am Gehäuserand und den Vertiefungen zwischen den Rippen erhalten. Es besteht dort aus langen, ausgefransten, oft schon zurück gerollten Schuppen.
Rippen und Vertiefungen der Außenseite sind auch auf der Innenseite durch schwache radiale Erhebungen und Vertiefungen markiert. Die Innenseite zeigt außerdem ein sehr feine radialstrahlige Streifung von teils erhobenen teils eingetieften Linien, ausgenommen davon sind die Ansatzstellen der Schließmuskeln. Die Streifung endet an der Mantellinie. Es sind zwei, nahezu gleich große Schließmuskeln vorhanden.

## Geographische Verbreitung und Lebensweise
Das Verbreitungsgebiet der Art ist der nordwestliche Pazifik vom russischen Fernen Osten, über Japan, China bis etwa Vietnam und die Philippinen(?), und evtl. eingeschleppt im östlichen Mittelmeer.
Die Tiefenverbreitung reicht von etwa 2 Meter bis 60 Meter Wassertiefe. Die Tiere leben eingegraben in schlammigen Böden und ernähren sich filtrierend von Kleinstorganismen.

## Taxonomie
Das Taxon wurde wohl erstmals von Lovell Augustus Reeve 1844 als Arca inflata beschrieben. Dieser Name ist aber zweimal präokkupiert, durch Arca inflata  Schroeter, 1802 und Arca inflata Brocchi, 1814. Nyst schlug 1848 den Ersatznamen Arca reeveana vor, der aber wiederum durch Arca reeveana d’Orbigny, 1844 vergeben ist. Damit tritt an seine Stelle, der 1867 von Leopold Schrenck aufgestellte Name Arca broughtonii. Die Art wird heute zur Gattung Anadara Gray, 1847 gestellt, alternativ von manchen Autoren auch zur Untergattung Anadara (Scapharca) Gray, 1847. Die Untergattungsgliederung der Gattung Anadara wird nicht allgemein akzeptiert.
Ältere Synonyme sind Arca inflata Reeve, 1844 (ungültig, da jüngeres Homonym von Arca inflata Brocchi, 1814) und Arca reeveana Nyst, 1848 (Ersatzname für Arca inflata Reeve, 1844, aber ungültig, da jüngeres Homonym von Arca reeveana d’Orbigny, 1846). Jüngere Synonyme sind: Arca tenuis Tokunaga, 1906 (non Arca tenuis Montagu, 1808) und Anadara kafanovi Lutaenko, 1993.

## Kommerzielle Nutzung
Die Art wird in China, Japan und Vietnam kultiviert. In Südkorea wird die Art in Aquafarmen in großen Stil gezüchtet.